# Платания (дем Ситония)
Вижте пояснителната страница за други значения на Платания.
Платания (на гръцки: Πλατάνια) е курортно селище в Северна Гърция, разположено в югоизточния край на полуостров Ситония, на 3 km южно от Сарти, на западния бряг на Светогорския залив. Селото е част от дем Ситония на област Централна Македония и според преброяването от 2001 година има 38 жители. Плажът е курорта е известен с красотата си.